# Système cistercien de notation numérique
Le système cistercien de notation numérique, ou « Notae Elegantissimae » d'Agrippa, est un système de numération qui aurait été utilisé couramment par les moines européens du Moyen Âge. 
Il permet de coder les nombres de 1 à 9 999 sur un seul symbole.
Ce système a été décrit dans le livre The Ciphers of the Monks: a Forgotten Number-notation of the Middle Ages de David A. King paru en 2001.

## Description du système de notation

Symboles de base du chiffre.

Le système utilise une ligne droite verticale comme symbole principal. Ce symbole est essentiellement un axe qui divise le plan bidimensionnel en quatre quadrants. Chacun de ces quatre quadrants signifie l'un des quatre chiffres : le quadrant supérieur droit indique le chiffre des unités, le quadrant supérieur gauche indique le chiffre des dizaines, le quadrant inférieur droit indique le chiffre des centaines et le quadrant inférieur gauche indique le chiffre des milliers. Le nombre peut ensuite être déterminé par inspection visuelle,, c'est-à-dire qu'il n'avait pas pour but de permettre des opérations arithmétiques, uniquement des notations de références.
Quelques exemples :

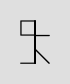
1492
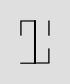
1776
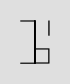
1916
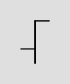
2001
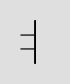
2020

### Variantes
Le système a varié selon les zones géographiques et les époques. Certaines versions permettent les nombres de 1 à 99, avec neuf positions différentes de la barre latérale gauche codant les unités, et neuf autres pour la barre latérale droite codant les dizaines. L'ajout de barres supplémentaires, voire de points selon les versions a permis de coder neuf chiffres sur un quart de la barre principale. Cette modification libère deux emplacements pour le codage des centaines et des milliers.

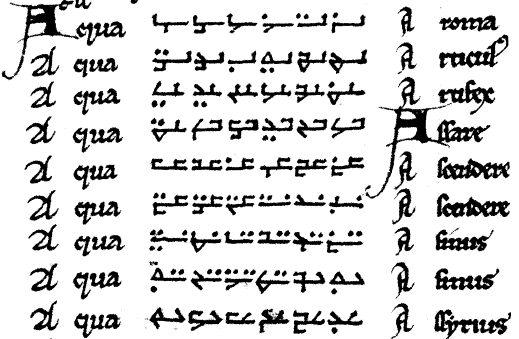
21, 41, 81, 85, 106, 115
146, 148, 150, 169, 194, 198
…
779, 783, 803, 818, 834, 858.

D'autres versions utilisent une barre horizontale pour symbole principal.

## Historique
Ce système de numération a été inventé dans les années 1300 par les moines cisterciens français. Il a ensuite été remplacé par le système de numération indo-arabe. Quoi qu’il en soit, ce système de chiffres a par la suite inspiré plusieurs sténographes et codes secrets. 
En Grande-Bretagne, John of Basingstoke (en) a été le premier à utiliser un système ancestral de notation des nombres de 1 à 99, bientôt étendu à 9 999.
Ce système retrouvé sur l'Astrolabe de Berselius, un astrolabe français de Picardie du XIVe siècle témoigne des origines de la notation dans la tachygraphie grecque antique par les monastères cisterciens en Angleterre et dans ce qui est maintenant le pays frontalier entre la Belgique et la France du Moyen Âge jusqu'à son après-vie dans les livres de la Renaissance,.
Ce système numérique est ensuite tombé en désuétude,.

## The Ciphers of the Monks
David A. King (né en 1941) est un orientaliste britannique et un historien de l’astronomie. Il est spécialiste des instruments arabes médiévaux. En 2001, il publie le livre The Ciphers of the Monks : a Forgotten Number-notation of the Middle Ages. 
Ce livre a généralement reçu des critiques positives,,.